# The Sixth Extinction II: Amor Fati
«The Sixth Extinction II: Amor Fati» es el segundo episodio de la séptima temporada de la serie de televisión estadounidense de ciencia ficción The X-Files. Fue dirigido por Michael Watkins y escrito por el actor principal David Duchovny y el creador de la serie Chris Carter. La entrega explora la mitología general de la serie y concluye una trilogía de episodios que giran en torno a la grave reacción de Fox Mulder (Duchovny) a un artefacto extraterrestre. Emitido originalmente por la cadena Fox el 14 de noviembre de 1999, «The Sixth Extinction II: Amor Fati» recibió una calificación Nielsen de 10,1 y fue visto por 16,15 millones de espectadores. Las críticas iniciales fueron mixtas y la trama y el diálogo atrajeron críticas. Los críticos posteriores vieron el episodio de una manera más positiva y varios escritores lo nombraron entre los mejores de la serie.
The X-Files se centra en los agentes especiales Mulder y Dana Scully (Gillian Anderson) de la Oficina Federal de Investigaciones (FBI) , que trabajan en casos relacionados con lo paranormal, llamados expedientes X. Mulder cree en lo paranormal, y la escéptica Scully fue asignada inicialmente para desacreditar su trabajo, pero los dos han desarrollado una profunda amistad. En este episodio, Scully regresa de África para descubrir a Mulder en un coma inducido por la exposición a fragmentos del accidente de una nave espacial extraterrestre. Después de que Mulder desaparece del hospital, Scully se une al ex empleado del gobierno Michael Kritschgau (John Finn) y a su jefe Walter Skinner (Mitch Pileggi) para buscarlo. Mientras tanto, en un sueño, el fumador (William B. Davis) le ofrece a Mulder una nueva vida y un nuevo comienzo. Después de tener una visión de Scully, Mulder despierta de su coma y se da cuenta de su deber de evitar la colonización extraterrestre.
Carter estaba interesado en la posibilidad de que los extraterrestres estuvieran involucrados en antiguas extinciones masivas en la Tierra y usó estos temas en el episodio. Gran parte del episodio también se inspiró en la novela de Nikos Kazantzakis La última tentación de Cristo, y una escena que muestra una operación en Mulder ha sido temáticamente comparada con la Crucifixión de Jesús. Para las secuencias de los sueños, el director de casting Rick Millikan trajo a muchos actores y actrices que habían estado ausentes del programa durante varios años, incluidos Jerry Hardin como Garganta Profunda, Rebecca Toolan como Teena Mulder y Megan Leitch como Samantha Mulder.

## Argumento

### Trasfondo
En el final de la sexta temporada «Biogenesis», los agentes del FBI Fox Mulder (David Duchovny) y Dana Scully (Gillian Anderson) investigan una roca con escritura navajo encontrada en Costa de Marfil. Mientras lo examina en Washington, D. C., Mulder escucha sonidos de timbre y sufre varios dolores de cabeza. Acude a la agente Diana Fowley (Mimi Rogers), su antiguo interés amoroso, en busca de ayuda antes de que su salud mental se deteriore rápidamente y sea trasladado a un hospital psiquiátrico. Mientras tanto, Scully se dirige a Nuevo México para pedirle a un moribundo Albert Hosteen (Floyd Red Crow Westerman) para traducir lo que hay en la roca: descubre que el objeto incluye pasajes de la Biblia y un mapa del genoma humano.
En el estreno de la séptima temporada «The Sixth Extinction», Scully viaja a Costa de Marfil y descubre una nave extraterrestre destrozada. Después de que Scully examina los fragmentos, comienza a creer que tienen la clave de todos los misterios de la vida. Mientras tanto, Mulder entra en coma y el subdirector Walter Skinner (Mitch Pileggi) solicita la ayuda del exagente del Departamento de Defensa Michael Kritschgau (John Finn) para determinar qué le pasa a Mulder. Los dos descubren que si bien la condición de Mulder lo ha hecho insensible, le ha dado poderes telepáticos. Scully, que trabaja en África, es testigo de varios sucesos extraños relacionados con la nave antes de regresar a Washington.

### Eventos
Teena Mulder (Rebecca Toolan) y el fumador (William B. Davis) visitan a Mulder, quien está paralizado en un hospital. Después de administrarle una droga que cura su parálisis, el fumador se revela como el padre de Mulder y lo saca del hospital. Mientras tanto, Kritschgau visita a Scully y afirma que el contacto de Mulder con el fragmento de la nave espacial ha vuelto a despertar el aceite negro extraterrestre con el que fue infectado tres años antes; debido a que está infectado con el virus, Mulder es una prueba de vida extraterrestre. Skinner, que ha estado buscando a Mulder, le dice a Scully que la madre de Mulder firmó su salida del hospital. El fumador lleva a Mulder a un vecindario desconocido; dentro de un nuevo hogar, encuentra a su antiguo informante secreto Garganta Profunda (Jerry Hardin). Garganta Profunda afirma haber fingido su propia muerte para escapar de la carga que tenía al ser parte del Sindicato, y sugiere que Mulder ahora puede hacer lo mismo. Mulder se encuentra con Fowley y los dos tienen relaciones.
En las cintas de seguridad del hospital, Scully ve a la madre de Mulder hablando con el fumador, pero no puede comunicarse con ella. Scully recibe un paquete que contiene un libro sobre las creencias de los nativos americanos, que describe cómo un hombre evitará el inminente apocalipsis. Al visitar nuevamente a Kritschgau, se da cuenta de que él tiene una copia robada de su información sobre la nave espacial extraterrestre. Después de que él admite haber pirateado su computadora, ella elimina los archivos de su computadora portátil.
Mulder se reencuentra con su hermana Samantha (Megan Leitch) en su nueva vida. Se casa con Fowley y tienen hijos. Los años pasan rápido; se hace mayor y Fowley muere. Se revela que Mulder está soñando todo: en realidad, está en una instalación del gobierno atendido por médicos mientras el fumador y Fowley observan. El fumador se está preparando para que le implanten partes del tejido craneal de Mulder, que han sido infectadas y activadas debido al virus extraterrestre. Durante la operación, el fumador admite que cree que Mulder se ha convertido en un híbrido extraterrestre-humano, y que al tomar el material genético de Mulder, solo él sobrevivirá al ataque extraterrestre que se avecina.
Mulder se convierte en un anciano en su sueño, acompañado por un fumador que no envejece y le dice que Fowley, Garganta Profunda, Samantha y Scully han muerto. El fumador mira por la ventana y revela un holocausto extraterrestre. De vuelta en la realidad, Alex Krycek (Nicholas Lea) mata a Kritschgau, quema sus papeles y roba su computadora portátil. Scully, después de haber sido visitada anteriormente por el espíritu de Albert Hosteen que la convence de orar, se despierta en su apartamento y descubre que alguien ha deslizado una tarjeta de seguridad debajo de su puerta. Utilizándola, ingresa a las instalaciones donde se encuentra detenido Mulder. En el sueño de Mulder, Scully lo encuentra junto a su cama y lo convence de romper con su vida imaginaria. En realidad, Scully encuentra a Mulder y los dos escapan de las instalaciones. Una semana después, Scully se encuentra con Mulder en su apartamento y le dice que encontraron a Fowley asesinada. Mulder confiesa que, durante su terrible experiencia, Scully sirvió como su «piedra de toque».

## Producción

### Escritura

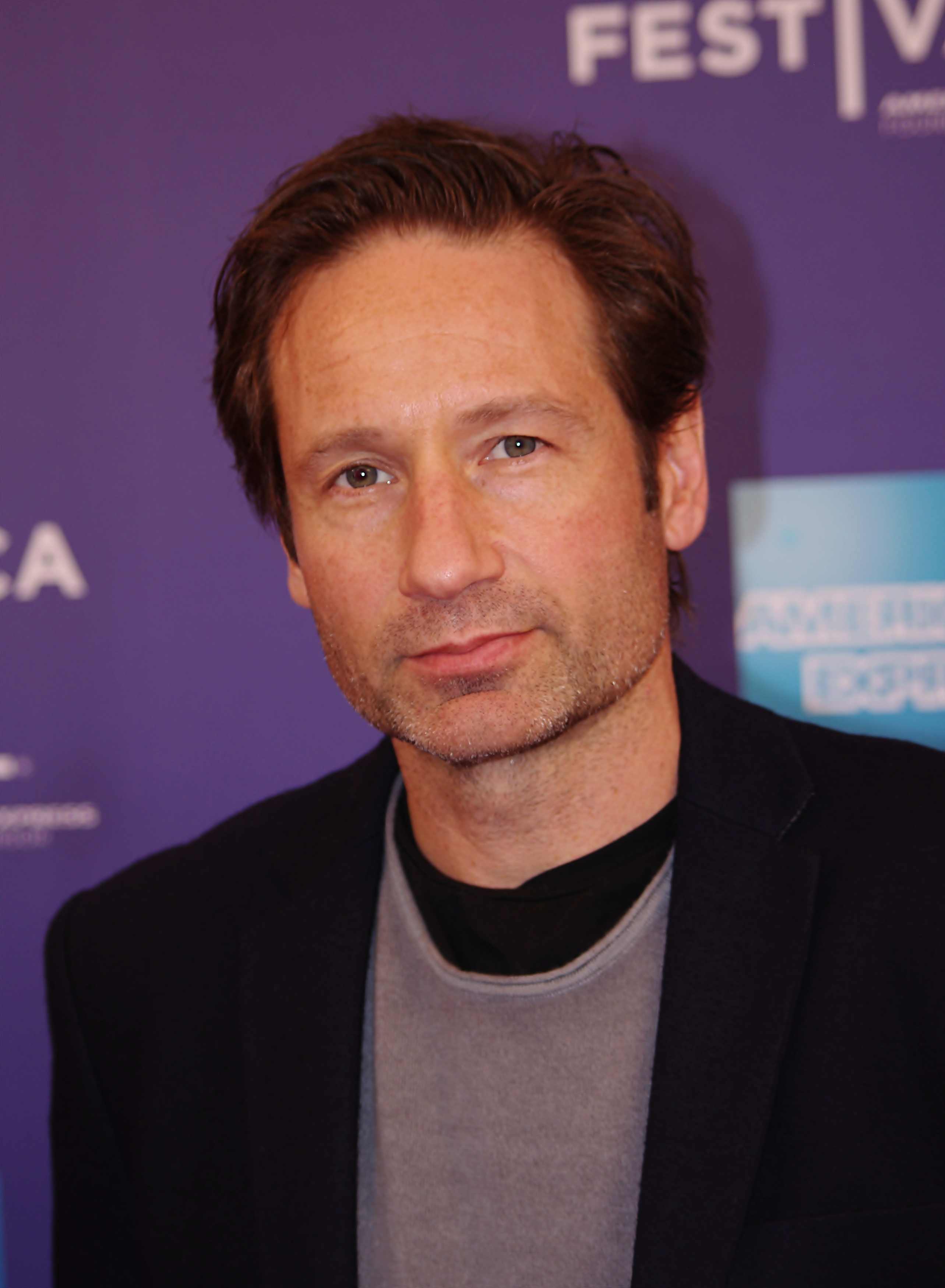
«The Sixth Extinction II: Amor Fati» fue el segundo episodio de la serie escrito por David Duchovny.

«The Sixth Extinction II: Amor Fati» fue escrito por Duchovny y el creador de The X-Files Chris Carter, lo que la convierte en el segundo crédito de Duchovny como guionista en pantalla, después del episodio de la sexta temporada «The Unnatural». Anteriormente había codesarrollado el final de la segunda temporada «Anasazi» con Carter, y había recibido un crédito de guion por los episodios de la tercera temporada «Avatar» y «Talitha Cumi». Duchovny trabajó en su parte del guion, mientras que Carter escribió el estreno de la temporada, «The Sixth Extinction». Carter luego agregó las porciones restantes al guion de Duchovny después de terminar su trabajo en el episodio anterior. El lema que aparece en los créditos iniciales de este episodio es amor fati. Esta es una frase latina que se refiere al «amor del destino», que es un concepto importante en las obras filosóficas de Friedrich Nietzsche. En el contexto del episodio, el subtítulo ha sido interpretado por el escritor  Charlton McIlwain en su libro When Death Goes Pop: Death, Media & the Remaking of Community como referencia al amor de una vida predestinada, en este caso, el sueño de Mulder. En el capítulo de su libro académico «The Last Temptation of Mulder», Amy Donaldson sugiere que la frase significa que Mulder debe «amar su sufrimiento y aceptarlo pasivamente [y] abrazar activamente su viaje... y liberar su espíritu para encontrar nuevo vigor».

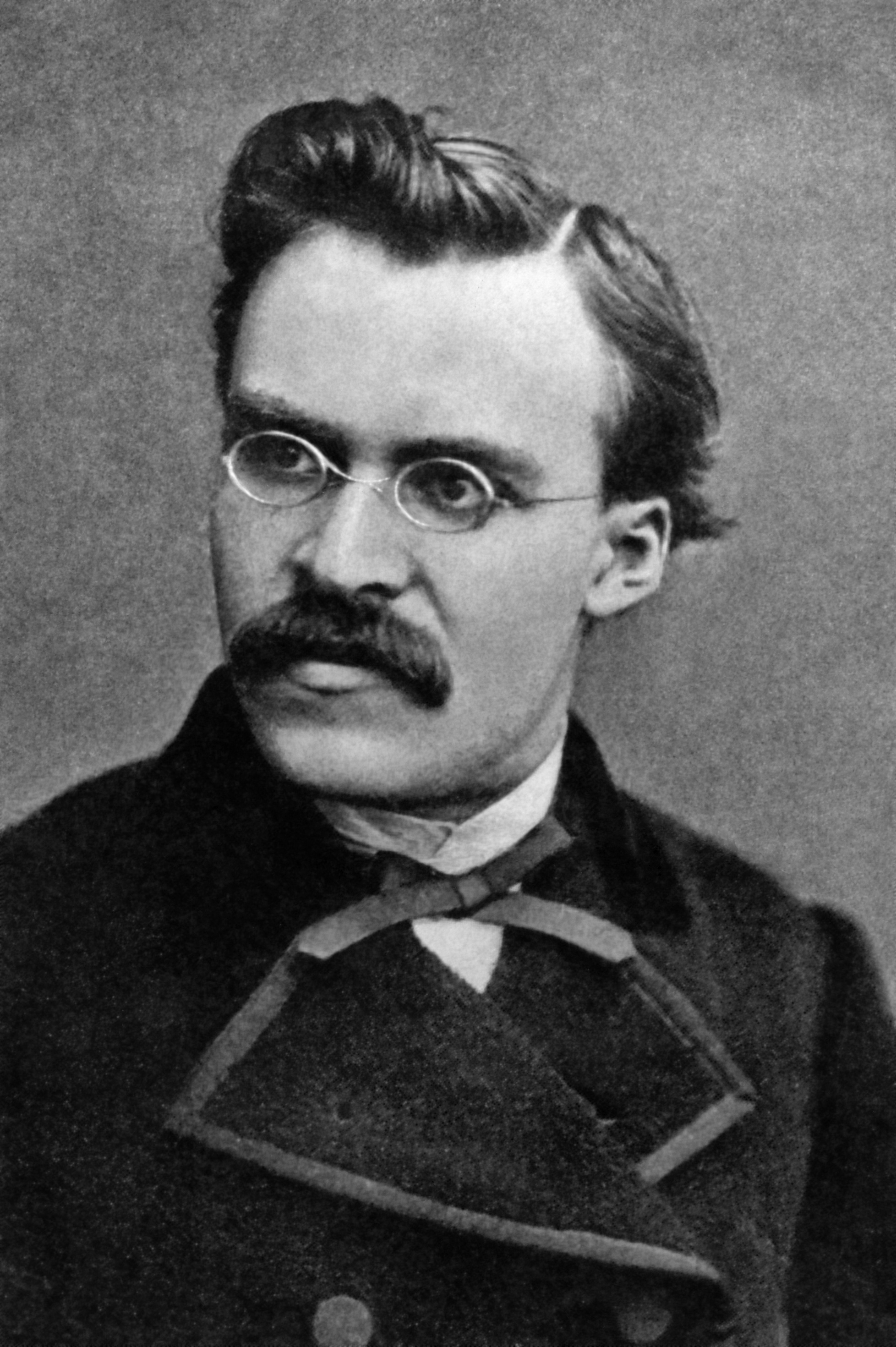
El término «Amor Fati» es un concepto importante en la obra del filósofo alemán Friedrich Nietzsche, relacionado con su noción del eterno retorno.

El sueño y las decisiones de Mulder en «The Sixth Extinction II: Amor Fati» recuerdan las acciones de Jesús en la novela de Nikos Kazantzakis La última tentación de Cristo. Duchovny, un fanático del libro, encontró paralelos entre su historia central y la terrible experiencia de Mulder e incorporó muchos de los conceptos de la novela en el episodio. En La última tentación de Cristo, Jesús se debate entre su vocación superior como hijo de Dios y su deseo hacia su propia humanidad. Duchovny se sintió atraído por el hecho de que la lucha de Cristo en la novela era «no solo divina, sino también profundamente humana» y usó esta plantilla para Mulder; en la serie, Mulder está destinado a cosas más grandes, en este caso, detener la invasión extraterrestre que se aproxima, pero también desea tener una vida humana normal. Duchovny señaló: «Mulder es un tipo al que se le ha dado el mismo problema [que a Jesús]. Lo que estoy haciendo es usar el modelo muy humano de Cristo». Duchovny advirtió que no estaba tratando de convertir a Mulder en una figura salvadora como Cristo, sino en «un hombre común». El productor ejecutivo Frank Spotnitz describió el concepto como un riesgo, pero Duchovny sintió que esta exploración del personaje de Mulder era necesaria.
Varias de las líneas del episodio resultaron difíciles de aceptar tanto para los fanáticos como para los miembros del elenco. Los fanáticos no aceptaron fácilmente que el fumador fuera el padre de Mulder. Davis, quien interpretó al fumador, señaló que los fanáticos no creyeron la revelación porque «parte de la mística era que todos tenían su propia idea de lo que estaba pasando». A Anderson le resultó difícil presentar el diálogo del episodio de manera creíble. Le preocupaba que su personaje argumentara en contra de la existencia de extraterrestres, cuando en el episodio anterior su personaje se había encontrado con una nave extraterrestre encallada. Cuando habló con Carter, dijo que no «sabía si [podría] seguir haciendo esto» porque su personaje argumentaba en contra de información que había sido confirmada en las dos primeras partes del episodio. Carter explicó que debe haber un conflicto entre Mulder y Scully para que la dinámica de «creyente versus escéptico» del programa funcione correctamente.
Las partes del episodio sobre el fragmento extraterrestre y las habilidades telepáticas de Mulder aluden a la teoría de los antiguos astronautas, que propone que seres extraterrestres inteligentes visitaron la Tierra y se pusieron en contacto con humanos en la antigüedad o la prehistoria. Spotnitz se sorprendió de que el programa recibiera pocas quejas, a pesar de que la historia de «Biogenesis»/«The Sixth Extinction»/«Amor Fati» sugería en gran medida que los extraterrestres desarrollaron las nociones de Dios y la religión. Elogió la forma en que el programa manejó este tema y dijo: «A menudo, en el pasado, hemos hecho cosas en las que estaba seguro de que recibiríamos cartas de enojo. Pero rara vez lo hacemos. Y la razón es por la forma en que manejamos cosas. En “Amor Fati” tratamos el lado religioso [de la historia] con respeto». Spotnitz luego identificó la combinación de ciencia y religión como «una conjunción de ciencia y misticismo, de extraterrestres y religión, que estamos comenzando a desarrollar. Es deliberado de nuestra parte, ayudar a unir todas las mitologías en una sola historia». Los temas de los antiguos astronautas fueron revisados en dos episodios de la novena temporada: «Provenance» y «Providence», aunque con una prominencia notoriamente menor.

### Reparto y rodaje

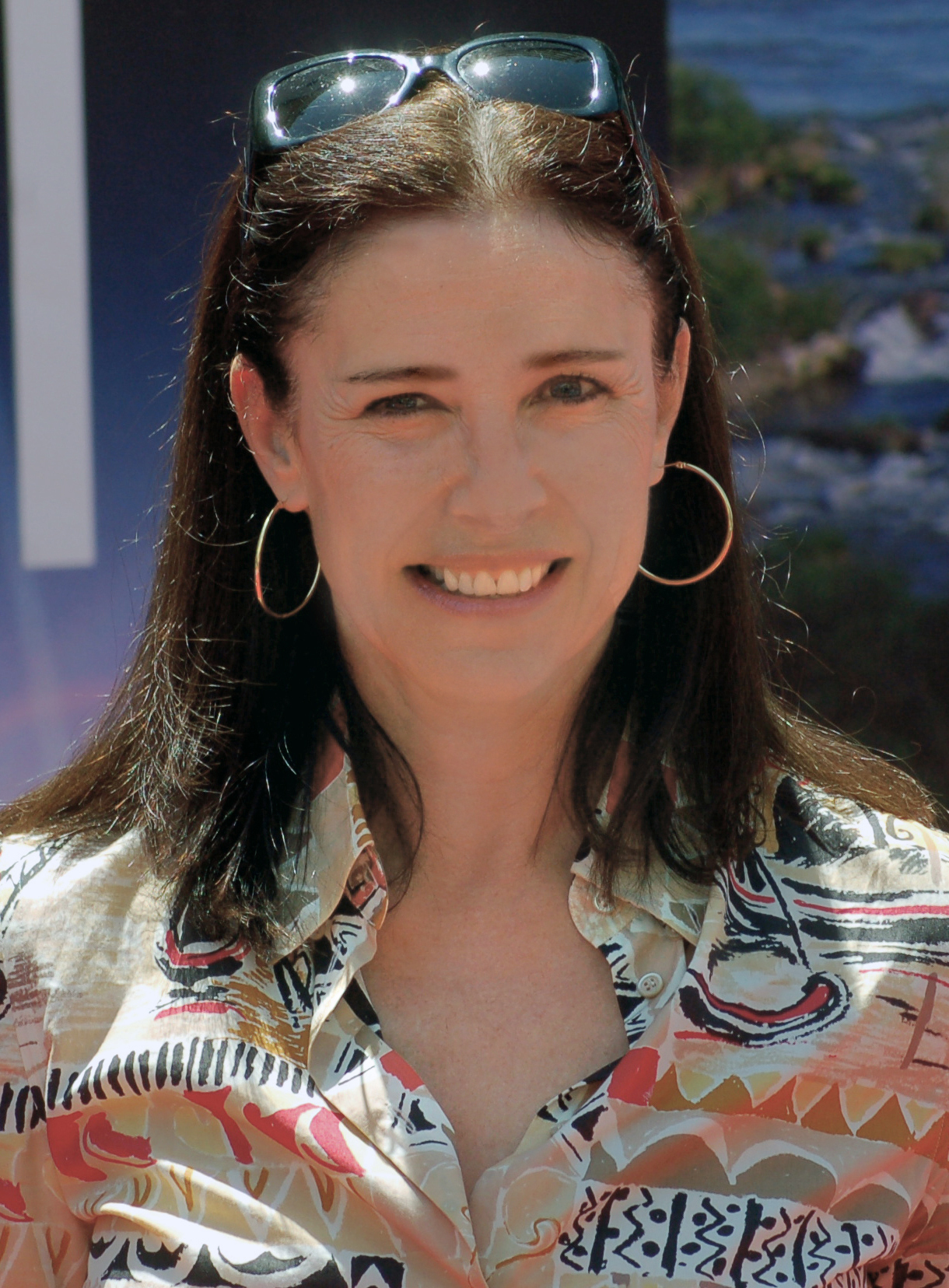
El episodio es el último en presentar a Mimi Rogers.

«The Sixth Extinction II: Amor Fati» presenta a varios actores y actrices que no habían aparecido en el programa durante dos o tres años, incluidos Hardin como Garganta Profunda, Rebecca Toolan como Teena Mulder y Megan Leitch como Samantha Mulder. Hardin había aparecido por última vez en el episodio de la cuarta temporada «Musings of a Cigarette Smoking Man» durante una secuencia de flashback, y el papel más reciente de Toolan fue en la segunda entrega del episodio de la sexta temporada «Dreamland». Asimismo, Leitch (quien interpretó a Samantha como una adulta) había actuado en la segunda parte de la apertura de la quinta temporada «Redux». El director de reparto Rick Millikan y los productores encontraron dificultades al seleccionar al niño que Mulder conoce en la playa en su sueño. Originalmente, eligieron al hijo del vecino del productor de la serie Paul Rabwin, pero las leyes de trabajo infantil dictaron un límite en sus horas de trabajo diarias, por lo que se eligieron gemelos para permitir que las escenas se filmaran en un solo día.
«The Sixth Extinction II: Amor Fati» es el último episodio de la serie que presenta a Mimi Rogers como la Agente Fowley. Después de leer una copia del guion, Rogers se dio cuenta de que su personaje iba a morir antes de llegar al final. El guion incluía una gran parte de Fowley, que Rogers describió como «con mucho, lo más que [ella] tuvo que hacer en un episodio». Más tarde explicó: «Se me ocurrió [mientras leía el guion], oh, esto es demasiado bueno. Tengo mucho que hacer. Me van a matar».
Davis estaba complacido con el episodio y dijo: «Para mí, el episodio fue fantástico de interpretar porque terminaron haciendo que el fumador fuera un poco más duro. Hemos visto tanta suavidad en él; fue genial interpretar ese lado duro». Dicho esto, describió la escena en la que estaba atado a una mesa de operaciones con Mulder como «totalmente incómoda», luego bromeó diciendo que «lo único bueno de eso era que el autor [Duchovny] estaba mintiendo bien junto a mí, sintiéndose igualmente incómodo. Me pregunto si David lo habría escrito de esa manera si hubiera sabido por lo que tendría que pasar».
La mayor parte del episodio, como el resto de las temporadas seis, siete, ocho y nueve, se filmó en Los Ángeles, California. La comunidad de viviendas en el sueño de Mulder fue filmada en una «sección acomodada» entre Malibu y Pacific Palisades. La escena en la que el fumador abre una ventana, revelando un paisaje apocalíptico, utilizó un escenario especial y un fondo de pintura mate. Varios efectos especiales, como explosiones, se filmaron por separado y las piezas se compusieron digitalmente para crear la escena final. También se filmó una escena en la que Mulder se vio envejecer, pero se cortó por razones desconocidas.

## Temas

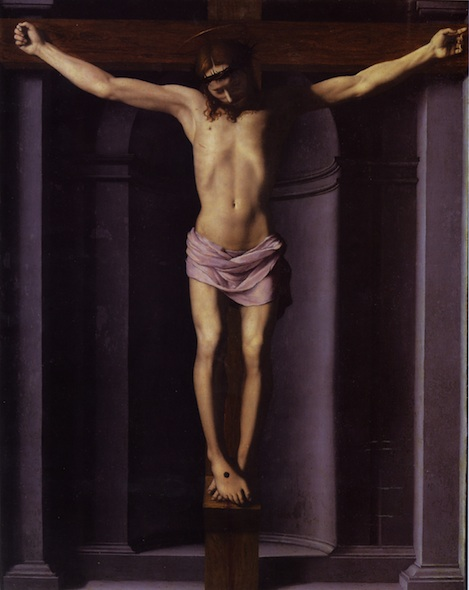
La escena de la operación de Fox Mulder ha sido comparada con la Crucifixión de Jesús.

El episodio retrata a Mulder como una figura parecida a Cristo. Mientras los científicos experimentan con él, lo colocan sobre una mesa en forma de cruz, que se ha interpretado como un símbolo de la cruz en la que Jesús fue clavado. Mulder usa un anillo de metal alrededor de su cabeza, similar a la bíblica corona de espinas. Donaldson señala que el consejo del fumador a Mulder para salvarse hace eco de lo que los transeúntes le dijeron a Jesús mientras colgaba de la cruz. Ella establece paralelismos entre el estatus de Mulder como el «salvador» de la raza humana, debido a su inmunidad a la infección extraterrestre, y Jesús, a quien los cristianos veneran como el salvador de la humanidad.
Donaldson, en su ensayo «The Last Temptation of Mulder», escribe que en la novela de Kazantzakis, Jesús «representa lo que es el mayor desafío humano, el de liberar a la divinidad interior de sus confines terrenales». De este modo, el Jesús de La última tentación de Cristo representa la «humanidad absoluta» y la «lucha entre el espíritu y la carne». Mulder enfrenta un desafío similar cuando es seducido por el fumador, y supera la tentación al renunciar a su vida de ensueño y abrazar su destino para detener la invasión extraterrestre. Varios personajes del episodio se parecen a los de la novela. Por ejemplo, Fowley es similar a la versión de Kazantzakis de María Magdalena, ambos personajes «[frustran] la misión» del héroe. Scully es paralela a la versión de Kazantzakis de Judas Iscariote, ya que ambos sacan a los héroes de sus respectivos trances.
Según McIlwain, el episodio representa la última «coalescencia de ciencia, religión y metafísica» de la serie. Es uno de los pocos episodios en los que Scully desecha el razonamiento empírico para salvar la vida de Mulder. Scully, que representa a la más racional «que debe anclarse en la certeza de los hechos científicos», descubre los fragmentos extraterrestres y deduce que contienen la clave de «todas las preguntas que se han formulado». Mulder, por otro lado, representa al que «busca la verdad entre un reino de posibilidades demasiado fantástico y más allá del reino de la validez científica» y posee la herramienta necesaria, su inmunidad, para resolver el rompecabezas. El episodio también explora el lado moral del fumador y su afinidad por el mal. Kenneth Silber, de Space.com, señala que los «atrevidos halagos del fumador confirman que es un enemigo muy peligroso, uno cuya creatividad maquiavélica raya en lo satánico». Timothy Dunn y Joseph J. Foy señalan en «Moral Musings on a Cigarette Smoking Man» que las malas acciones del fumador tienen poco que ver con su misión en el Sindicato, sino que reflejan su deseo de un mal «completamente gratuito». Los dos citan su frase «¿No esperas que me salgan colmillos de vampiro?» como evidencia de que el fumador es consciente de sus crímenes, pero casualmente se encoge de hombros.

## Emisión y recepción
«The Sixth Extinction II: Amor Fati» se emitió originalmente en los Estados Unidos por la cadena Fox el 14 de noviembre de 1999. En los Estados Unidos, el episodio fue visto por 16,15 millones de espectadores  y se clasificó como el episodio número 27 más visto de cualquier serie en las cadenas de televisión durante la semana que finalizó el 14 de noviembre. Obtuvo una calificación Nielsen de 10,1, con una participación de 14. Las calificaciones Nielsen son medidas de audienciasistemas que determinan el tamaño de la audiencia y la composición de la programación televisiva en los EE. UU. Esto significa que aproximadamente el 10,1 por ciento de todos los hogares equipados con televisión y el 14 por ciento de los hogares que miraban televisión estaban viendo el episodio. El 13 de mayo de 2003, el episodio fue lanzado en DVD como parte de la séptima temporada completa. Dos años más tarde, el episodio se incluyó en The X-Files Mythology, Volume 3 – Colonization, una colección de DVD que contiene episodios relacionados con los planes de los colonizadores extraterrestres para apoderarse de la tierra.

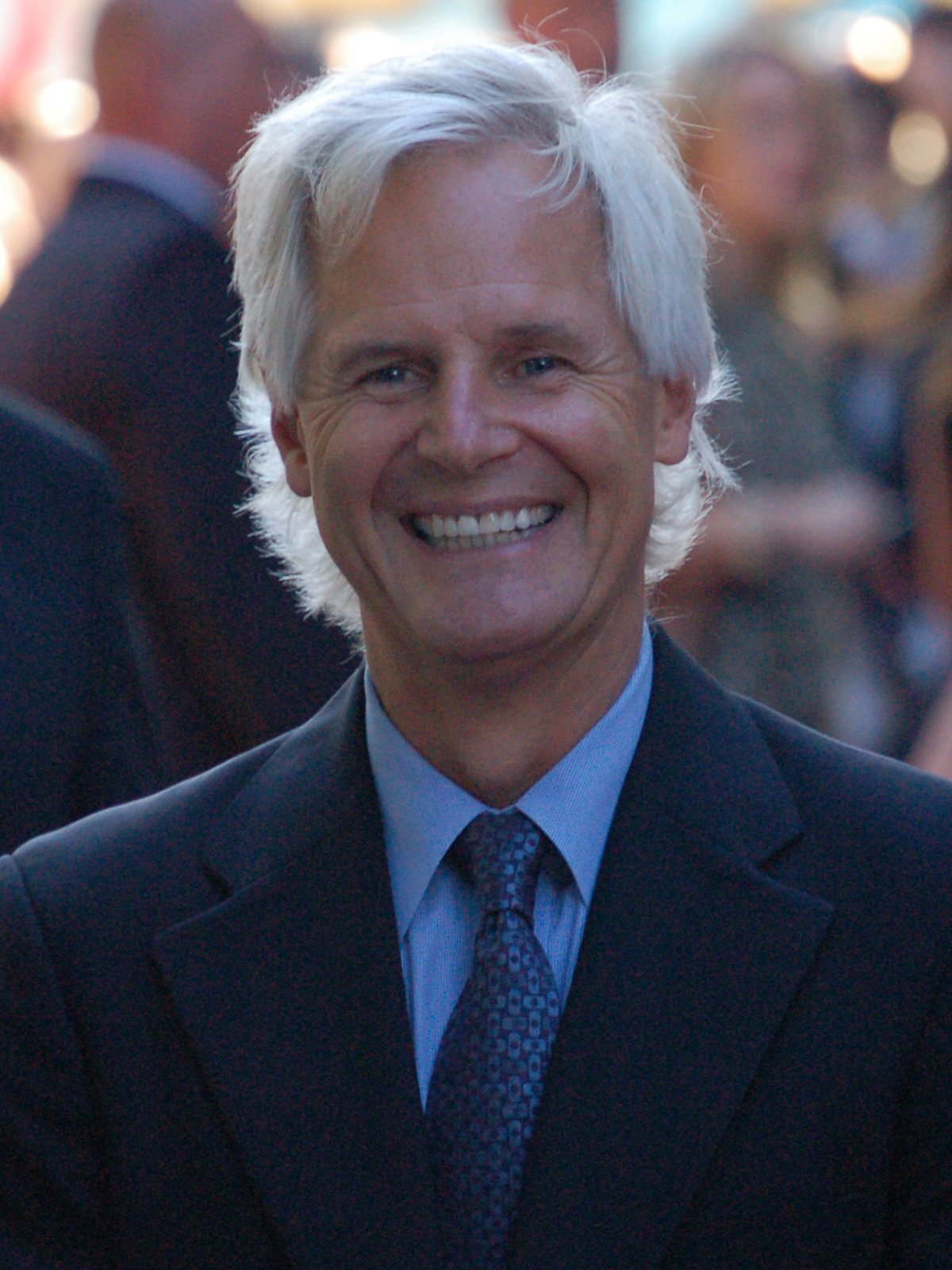
Elementos de la escritura de Chris Carter fueron criticados por ser demasiado «morados».

Las críticas iniciales del episodio fueron mixtas. Después de que se emitió el episodio, Silber se sintió decepcionado con su resolución y escribió: «Este episodio combina hábilmente el surrealismo y una sensación de clímax inminente, solo para farfullar de decepción cuando no se resuelve gran cosa al final». Descartó «la recuperación de una semana de Mulder de su terrible experiencia» como «fácil y poco convincente». Escribió que el sueño de Mulder proporcionó «una visión creíble de los recovecos de su personalidad problemática». La investigadora y revisora independiente de The X-Files Sarah Stegall otorgó al episodio una puntuación de tres sobre cinco después de que se emitió el episodio. Argumentó que, en el episodio, Mulder «no es un mártir sino una víctima», lo que lo hace «lamentable, no heroico». Tom Kessenich, en su libro de 2002 Examinations: An Unauthorized Look at Seasons 6–9 of the X-Files, le dio al episodio una crítica positiva, señalando que «la escena final escrita por Duchovny es exquisita para mostrar la belleza y el poder de la relación en evolución de Mulder y Scully». Consideró que las secuencias de los sueños de Mulder eran «televisión inspirada» y sintió que el episodio quedaba abierto a la interpretación. En el número de octubre de 2000 de Cinefantastique, la escritora Paula Vitaris le dio al episodio una crítica mixta, otorgándole dos estrellas de cuatro. Ella criticó el reciclaje de la historia de «una pareja yace en coma mientras el otro corre alrededor tratando de encontrar una cura», pero fue más positiva hacia el ensueño de Mulder, calificándolo visualmente como «hermoso».
Las revisiones posteriores del episodio tendieron a ver la entrega de una manera más positiva. Robert Shearman y Lars Pearson, en su libro de 2009 Wanting to Believe: A Critical Guide to The X-Files, Millennium & The Lone Gunmen, calificaron el episodio con cuatro estrellas de cinco. Afirmaron que la entrega «arranca la séptima temporada con mucho estilo», convirtiéndose en un «grito de guerra para el último tramo de la carrera». Los dos disfrutaron de su «pasión real», que sintieron que los episodios cargados de mitología generalmente carecían. En 2012, Emily VanDerWerff de The A.V. Club calificó el episodio con una «B», pero criticó la escritura, calificándola de «prosa muy púrpura». y el guion de Carter más «sobreexcitado desde los días de gloria de “The Blessing Way”». También criticó el maquillaje «absolutamente atroz» utilizado para transformar a Duchovny en un anciano. A pesar de su negatividad con respecto a la escritura, la trama y el maquillaje, VanDerWerff dijo que realmente «disfrutó ambas mitades de “The Sixth Extinction” de todos modos» a pesar de llamarla «entretenidamente mala [y] ridículamente exagerada». Ella elogió la escena en la que el fumador miraba hacia el apocalipsis extraterrestre, considerándola un «logro de efectos televisivos bastante impresionante».
Desde su emisión original, los críticos han incluido a «The Sixth Extinction II: Amor Fati» entre los mejores episodios de X-Files. Kessenich nombró la entrada decimotercera en su lista de los 25 episodios principales de The X-Files. La escritora de Den of Geek, Nina Sordi, nombró la entrega, como una trilogía con «Biogenesis» y «The Sixth Extinction», el quinto mejor episodio de la serie, y escribió que «es evidente que como [The X-Files] ha progresado, los episodios que rodean esas historias y los puntos de ruptura que Mulder y Scully soportaron los empujan más y más hacia una derrota total e irreversible. Esto es especialmente conmovedor cuando se ve este trío de episodios que provoca ansiedad». Matt Champlin de The Post-Standard nombró al episodio como el noveno mejor de la serie. Monica S. Kuebler de Exclaim! llamó a «The Sixth Extinction», junto con «Biogenesis» y «Amor Fati», uno de los mejores episodios de la fase de «colonización» de la serie. Michael Liedtke y George Avalos, escribiendo para Contra Costa Times, afirmaron que la escena final con Mulder y Scully fue uno de los «momentos más tiernos» en los que no se besaron. Entertainment Weekly nombró la misma escena como una de los 25 «grandes “te amo” de la televisión», declarando que «dejó [a los espectadores] con la piel de gallina».